# Historic Scotland
Historic Scotland (Gaelico scozzese: Alba Aosmhòr)  è stata un'agenzia esecutiva del Governo scozzese, responsabile dei monumenti storici in Scozia ed attiva fino al 2015.
Il sito web dice:
Essa ha la responsabilità diretta di mantenere e prendersi cura di oltre 360 monumenti, circa un quarto dei quali sono sorvegliati e prevedono il pagamento di un biglietto di ingresso. L'iscrizione è disponibile e rinnovabile ogni anno. Ai possessori viene dato accesso gratuito a tutti beni e ai siti sia in Inghilterra che in Galles (a metà prezzo per il primo anno e gratuitamente in seguito). Si può richiedere anche l'iscrizione a vita.
Questa agenzia si occupa anche della pubblicazione di una rivista trimestrale e di molte guide e manuali, in collaborazione con HMSO o società di pubblicazione private.

## Storia
Fin dalla sua nascita (come organizzazione erede della Divisione Antichi Monumenti del ministero del lavoro e del Dipartimento dello Sviluppo della Scozia) essa ha contribuito all'aumento degli eventi aventi luogo in ogni area di sua competenza, spesso pensati per coinvolgere i giovani nella scoperta della storia della Scozia. Allo stesso modo sono stati aperti nuovi musei e centri visitatori, per esempio ad Arbroath Abbey e all'Urquhart Castle. C'è anche una sezione ospitalità, la quale permette di rendere disponibili alcune proprietà per matrimoni, ricevimenti e altre occasioni.
Essendo un organo del governo scozzese, Historic Scotland ricopre funzioni similari a quelle delle sue controparti in altre zone della Regno Unito:
- English Heritage in Inghilterra (pur essendo essa un non-departmental public body invece di una parte del governo centrale, come le altre agenzie
- Cadw in Galles,
- Environment and Heritage Service nell'Irlanda del Nord.

Il Quadro teorico dell'agenzia elenca le responsabilità del Ministro scozzese e quelle del direttore esecutivo dell'agenzia stessa. Il piano aziendale indica gli obiettivi e le performance per realizzarli.
Il ruolo dell'Historic Scotland non è di certo rimasto immune alle controversie. Nel 2002 i propositi di restauro, con ricostruzione del tetto, di Castle Tioram nelle Highlands dell'ovest furono bloccati dalla Historic Scotland, che spinse per la considerazione del luogo come rovina. Questa posizione fu supportata da una dettagliata recensione pubblica durante la quale sono state ascoltate le ragioni di entrambe le parti. Resta sottinteso che questa disputa ha condotto a una revisione delle operazioni dell'organizzazione.  Questo genere di dibattiti per quanto riguarda la maniera corretta di preservare un edificio sono molto comuni, ma normalmente vengono risolti in ambito accademico.
Dopo varie consultazioni, l'Historic Scotland ha pubblicato una serie comprensiva di documenti riguardanti la politica storico-ambientale della Scozia, raccolta in un unico volume nell'ottobre del 2008.
Historic Scotland venne soppressa nel 2015 e le sue funzioni furono trasferite a Historic Environment Scotland (HES) a partire dal primo ottobre di quell'anno.